# Illa de Nottingham
L'illa Nottingham és una de les illes de l'Arxipèlag Àrtic Canadenc, a la regió de Qikiqtaaluk, al territori autònom de Nunavut del Canadà. Es troba a l'estret de Hudson, al nord de l'entrada a la badia de Hudson. Té una superfície de 1.372 km² i un perímetres de 274 km.

## Història
L'illa de Nottingham fou batejada per l'explorador anglès Henry Hudson el 1610 en honor del comte de Nottingham. El 1884 s'hi va construir una estació meteorològica. El 1927 s'hi va construir un camp d'aviació com a part d'un programa per controlar el gel a la badia d'Hudson. L'illa va quedar deshabitada l'octubre de 1970, quan els inuit van emigrar cap a ciutats més grans, principalment a Cape Dorset.

## Fauna
L'illa és coneguda per la seva important població de morses.